# 平等主義
平等主義（英語：Egalitarianism），又譯平權，是主張全人类平等的学术思想。平等主義是基於所有生命要求在社會上的平等政治主張，以及所有生命應平等地得到社會的保障。在民主國家，平等主義的核心內容是創造一個機會平等、起點平等、規則平等的社會，但不會強迫執行共產主義式的絕對平等。
社會保障包括法律權利、政治權利、公民權利、經濟權利，以至動物權利等等。諸如必須不分物種、種族、經濟、階級、性別、信仰、性取向之類。所以政府的政策不應因生命的物種、種族、經濟、階級、性別、信仰、性取向等不同而偏袒傾向任何一方。當中包括支持性別平等的人在回應女權主義的缺點而產生的分支，和支持種族平等的人一樣，是為了回應有差別對待成分的防止種族歧視與性別歧視的積極行動。

## 性別平等
平等主義者普遍地認為大部份女權主義者放棄了平等的思想，而只是注重女性權利，排斥其他性別的權利。平等主義者尋求提升女性、男性、跨性別、性傾向各類性別多元者的權利。
「性別平等」、「性別平等主義」是相信性別平等，因「兩性平等」只涉生理男性與生理女性，忽略跨性別、雙性人或不同性傾向者，故後來以性別平等取代。很多此思想的追隨者想以此字眼代替女權主義或男權主義，用以描述相信基本平等權利或法律上或社會上不同性別有平等的待遇。他們為了達到最終的平等和尋求妥協的方法而奮鬥，以改善男性、女性、跨性別、雙性人、不同性取向之間的關係。

## 種族平等
平等主義者通常在譴責平權法案的差別待遇成分跟一般民眾的立場一樣認為真正的平等是旨在平等的过程跟结果。

## 生命平等
生命平等所指的是包含人類在內一切生命皆是平等的，此一思想是由「人人平等」向上延伸所產生，不只是人類之間不應相互欺凌，而是進一步將一切生命皆看待似人類一般以平等心相對待，其立場才是對於生命真正的愛與尊重。

## 外部連結
- The Gender Issues Zine A gender-egalitarian publication (this link appears to be dead 2005-12-22)
- Feminist4Fathers - "Equal means equal. How hard is that to understand?" （页面存档备份，存于）
- Shared Parenting Works  （页面存档备份，存于）
- Vision 4 Children ... "Now is the time and we are the people." （页面存档备份，存于）
- The Post (Liberal) Feminist Condition